# بوب سنيدون
بوب سنيدون هو لاعب هوكي الجليد كندي، ولد في 31 مايو 1944 في مونتريال في كندا.

## وصلات خارجية
- بوب سنيدون على موقع دوري الهوكي الوطني (الإنجليزية)
- بوب سنيدون على موقع قاعة مشاهير الهوكي (لاعب أن.إتش.أل) (الإنجليزية)
- بوب سنيدون على موقع EliteProspects.com (الإنجليزية)
- بوب سنيدون على موقع HockeyDB.com (الإنجليزية)